# 齋藤隆博
齋藤 隆博（さいとう たかひろ、1963年1月1日 - ）は、日本の検察官。元東京高等検察庁検事長、元東京地方検察庁特別捜査部長・副部長。中央大学法学部卒業。長野県出身。

## 経歴
1989年に検事として任官。2006年、ライブドア事件や村上ファンド事件の捜査で主任検事を務めた。
東京地方検察庁特別捜査部副部長のときに、陸山会事件の捜査の一翼を担ったものの、当時の部下であった田代政弘らと共謀して虚偽の捜査報告書を検察審査会に提出し、小沢一郎の起訴相当議決をさせたとして、偽計業務妨害罪で健全な法治国家のために声をあげる市民の会から告発された。齋藤は不起訴となったが、法務大臣から訓告の処分を受けた。
2013年東京高等検察庁検事。2014年東京地方検察庁交通部長。2015年東京地方検察庁特別捜査部長。2016年徳島地方検察庁検事正。2017年最高検察庁検事、最高検察庁新制度準備室長。2019年東京地方検察庁次席検事、中央大学学員会東京検察支部長。2020年最高検察庁刑事部長。2022年横浜地方検察庁検事正、下級裁判所裁判官指名諮問委員会地域委員会（東京） 委員。2023年次長検事、法務省法制審議会委員。
2024年6月28日、慣例により、願により退任した東京高等検察庁検事長の畝本直美の後任として東京高等検察庁検事長となることが決まった（就任は2024年7月9日）。
2025年7月、検察官を退官。

## 虚偽の捜査報告書について
- 田代政弘が作成した虚偽の捜査報告書は検察審査会に提出されており、小沢一郎の起訴相当議決の大きな要因になった可能性があるとされる。東京地方裁判所は2012年4月26日の小沢一郎への判決で、「検察官が、公判において証人となる可能性の高い重要な人物に対し、任意性に疑いのある方法で取り調べて供述調書を作成し、その取調状況について事実に反する内容の捜査報告書を作成した上で、これらを検察審査会に送付するなどということは、あってはならないことである」「本件の審理経過等に照らせば、本件においては事実に反する内容の捜査報告書が作成された理由経緯等の詳細や原因の究明等については、検察庁等において、十分調査等の上で対応がなされることが相当であるというべきである」と論じ、検察を厳しく批判した[16]。
- この問題について石川知裕の取り調べ責任者であった田代は、「健全な法治国家のために声をあげる市民の会」から虚偽有印公文書作成・行使と偽証の容疑で2012年1月12日に告発された。さらに同会は、2012年6月27日に齋藤のほか、陸山会事件の捜査に関わった佐久間達哉、大鶴基成、吉田正喜、木村匡良、堺徹の各検事を検察審査会に対する偽計業務妨害や虚偽有印公文書作成・行使、犯人隠避などで告発した。
- 「健全な法治国家のために声をあげる市民の会」の告発状において斎藤は、小沢一郎の第1回目の起訴相当議決の後、再捜査の結果を踏まえた小沢氏の共犯性に関する主要な証拠等について検討した結果に関する報告書として、当時の東京地検特捜部長・佐久間達哉あての2010年5月19日付け捜査報告書を作成し、検察審査会にも提出されたが、もっぱら共犯の成立を肯定する方向性を持つ供述部分にのみアンダーラインを引いて強調したとされる[4]。同会側は、これを「極めて不自然」とし、「検察審査会の判断を不当に誘導する目的で、共犯の成立を肯定する要素のみを審査員が拾い読みできるように同報告書を作成したとみるのが自然かつ合理的である」としている[4]。
- また、2012年5月2日夜に、インターネット上に供述録とされるもの[17]、及び調書とされるもの[18]の2文書が投稿された。
- この虚偽の捜査報告書の作成について、当時の法務大臣・小川敏夫は「検察が田代個人の記憶違いとして幕引きを図っているのはおかしいとして、再調査指示の指揮権発動を内閣総理大臣・野田佳彦（当時）に相談したが認められなかった」と述べた。また小川はインタビューにおいて、この件が理由で解任されたことをほのめかしている[19]。
- 2012年6月27日付けで、刑事処分としては不起訴 となったが[5]、法務大臣からは訓告の処分を受けた[5]。

## 主な担当事件
以下は、東京地検特捜部に勤務していた際に担当。
- ライブドア事件
- 村上ファンド事件
- 陸山会事件